# Zachodni Szczyt Wideł
Zachodni Szczyt Wideł (słow. Západná Vidlová veža, niem. Westliche Gabelspitze, węg. Nyugati Villa-csúcs) – wybitny szczyt w Grani Wideł w słowackich Tatrach Wysokich. Znajduje się pomiędzy Łomnicą, oddzielony Niżnią Miedzianą Przełączką, Miedzianym Murem i Wyżnią Miedzianą Przełączką, a Wielkim Szczytem Wideł oddzielonym Przełęczą w Widłach.

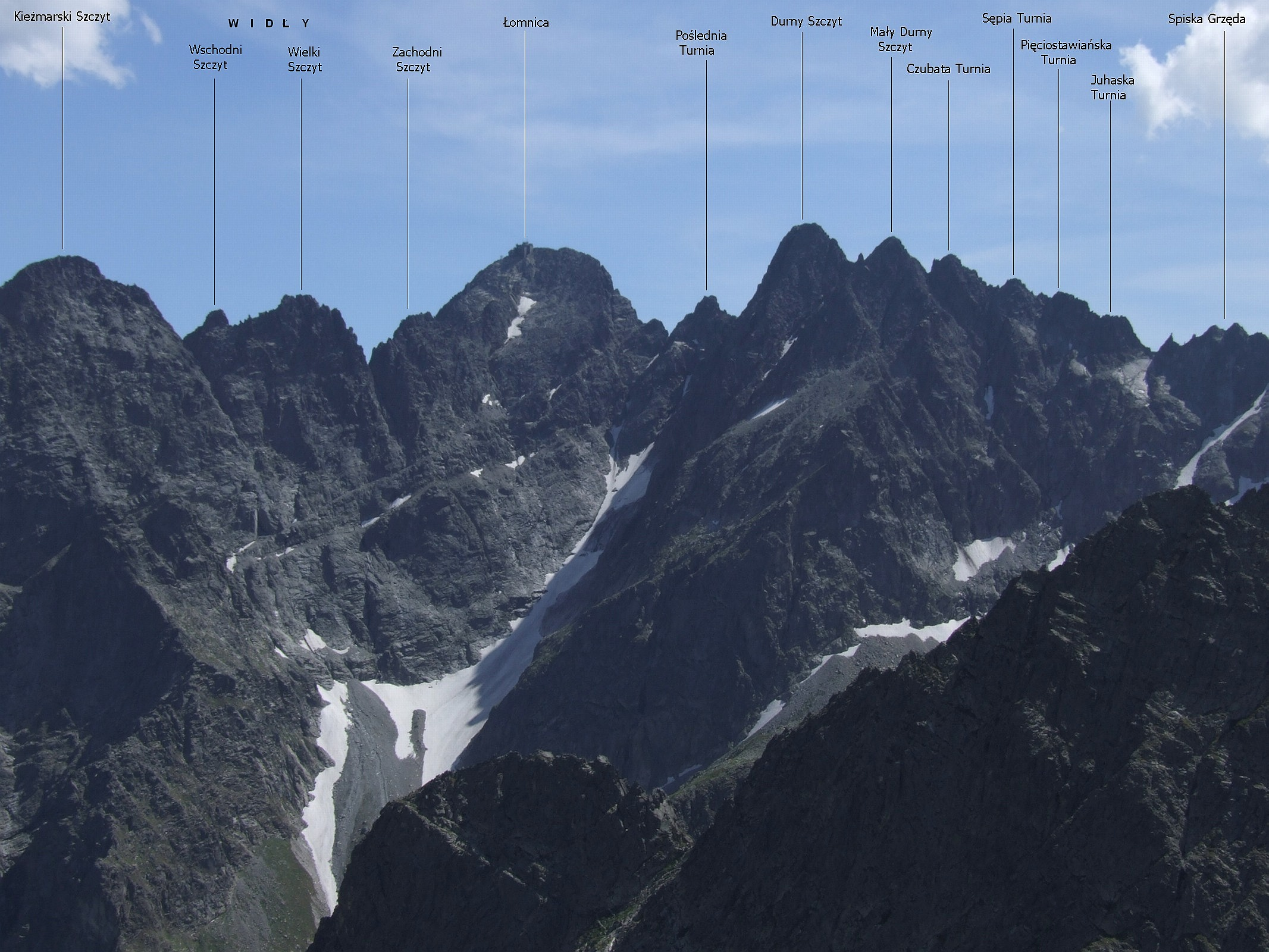
Widły od północy (z Jagnięcego Szczytu)

Wierzchołek Zachodniego Szczytu Wideł wyrasta z północno-wschodniej ściany Łomnicy. Góruje on nad Cmentarzyskiem i jest doskonale widoczny znad Łomnickiego Stawu. Zdecydowanie wyróżnia się w krajobrazie Grani Wideł. Jego ściany rozpoczynają się w górnych partiach sąsiednich dolin. Od południowego wschodu jest to Łomnickie Koryto opadające do Cmentarzyska, od północnego wschodu natomiast szczyt wznosi się ponad Miedzianą Kotliną, a dokładnie Wyżnią Miedzianą Ławką, w kierunku której opadają dwa filary. Lewym (od dołu) ograniczeniem północno-wschodniej ściany jest żleb opadający z Przełęczy w Widłach w kierunku Miedzianego Potoczka.
Na Zachodni Szczyt Wideł, podobnie jak na inne obiekty w grani, nie prowadzą żadne znakowane szlaki turystyczne. Wierzchołek szczytu jest najczęściej odwiedzany przez taterników przy okazji przejścia całej grani. Najdogodniejsza droga prowadzi na szczyt granią z Niżniej Miedzianej Przełączki.
Dawniej jako część masywu Zachodniego Szczytu Wideł traktowano Miedziany Mur. W nowszej literaturze przydzielono mu odrębną nazwę i stał się niezależnym obiektem.

## Historia
Pierwsze wejścia:
- Karol Englisch, 17 sierpnia 1903 r. – letnie (wejście dawniej niesłusznie kwestionowane),
- Miklós Szontagh (junior) i przewodnik Johann Hunsdorfer (senior), koniec sierpnia 1903 r. – letnie,
- Gerhard Haffner, Alfred Schmidt i przewodnik Matthias Nitsch, 20 kwietnia 1935 r. – zimowe[2].